# RTL Group
РТЛ група је европска компанија намењена забави. Поседује 59 телевизијских канала и 31 радио сраницу у 10 држава. Компанија је основана у Луксембургу и садржи телевизијске и радио канале у Немачкој, Француској, Белгији, Холандији, Луксембургу, Италији, Швајцарској, Уједињеном Краљевству, Ирској, Шпанији, Португалији, Мађарској, Хрватској и Азији. Такође садржи и продукцијске компаније широм света. Компанија је у потпуном власништву Немачког конгломерата Бертселман.

## Историја
Историја РТЛ групе одвија се 1924. са једном радијском станицом из приватне куће у Луксембургу. Током 1931. CLR или Compagnie Luxembourgeoise de Radiodiffusion чији је власник био Радио Луксембург је направљен. CLR је један од 23 организације које су основале Европску радиодифузну унију 1950. године. РТЛ група је и даље члан ЕРУ под ранијим именом: CLT Multimedia. Током 1954. име је промењено у CLT или Compagnie Luxembourgeoise de Télédiffusion и почели су емитовати телевизијске канале. 1997. спојили су се са компанијом из Хамбурга UFA Film- und Fernseh-GmbH, продужницом компаније Бертселман, створивши CLT-UFA. Током 2000. спојили су се са бившом продужницом телевизије Пирсон, Пирсон ПЛЦ, поставши РТЛ група. Од јануара 2014.  Бертселман је власник 75,1% удела компаније.
Један од разлога успеха РТЛ-а је тај што је Луксембург допустио емитовање комерцијалних телевизија и радија много пре осталих европских држава. Флексибилност је користила у прилог РТЛ-у да се емитује у другим државама (као што су Уједињено Краљевство, Француска, Немачка и Холандија) на њиховим језицима. Многи британски радио водитељи започели су своју каријеру на РТЛ-у док нису прешли на Би-Би-Си и многе друге комерцијалне станице у Уједнњеном Краљевству.
РТЛ група је постала водећа европска медијска компанија у онлајн видеима и позиционирала се заједно са главним глобалним плејерима у овом сегменту.

## РТЛ у Србији
У Србији, РТЛ је покушао да се пробије у етар 2006. на конкурсу Републичке радиодифузне агенције за добијање националне фреквенције, међутим безуспешно. 5. јула 2018. године РТЛ је у Србији основао ЛТР, који је са каналима Студио Б, КЦН Коперникус и БК ТВ, у августу исте године, конкурисао на новом конкурсу за добијање националне фреквенције, која је доступна постала гашењем ТВ Авала. Одлука се очекује на јесен 2018.

## Телевизијске станице
- Луксембург
- Белгија
- Холандија (РТЛ Холандија, раније познат као Holland Media Groep или HMG и до 1995. као RTL 4 SA)
- Француска
- Немачка
  -  (заједничко улагање са Компанијом Волт Дизни)
- Шпанија
  -  (19.17%)
  -  (19.17%)
  -  (19.17%)
  -  (19.17%)
  -  (19.17%)
  -  (19.17%)
- Хрватска
  - РТЛ
  - РТЛ 2
  - РТЛ коцкица
- Мађарска
- Уједињено Краљевство

## Радио станице
Луксембург
 (100%)
 (100%)
 (74,8%)
Француска
 (100%)
 (100%)
 (100%)
Немачка
 (100%)
 (100%)
 (100%)
 (16%)
 (29.17%)
 (16.96%)
 (17.3%)
 (7.74%)
 (15.75%)
 (31.9%)
 (31.9%)
 (31.9%)
 (31.9%)
 (31.9%)
 (31.9%)
 (30.5%)
 (19.7%)
 (53.5%)
 (53.5%)
 (15%)
 (2%)
 (непознато)
 (33.8%)
 (непознато)
 (4.78%)
 (16%)
Белгија
 (44,2%) (оперативна контрола)
 (Belgium) (44,2%) (оперативна контрола)
 (44,2%) (оперативна контрола)
Шпанија
 (19.17%)
 (19.17%)
 (19.17%)